# Sent Joan lo Vièlh
Sent Joan le Vièlh (oficialment en francès: Saint-Jean) és un municipi francès del departament de l'Alta Garona a la regió d'Occitània, situat a 10 km al nord-est de Tolosa. En el cens de 1999 tenia 8.362 habitants en un territori de 5,94 km². El codi postal és 31240.

## Monuments

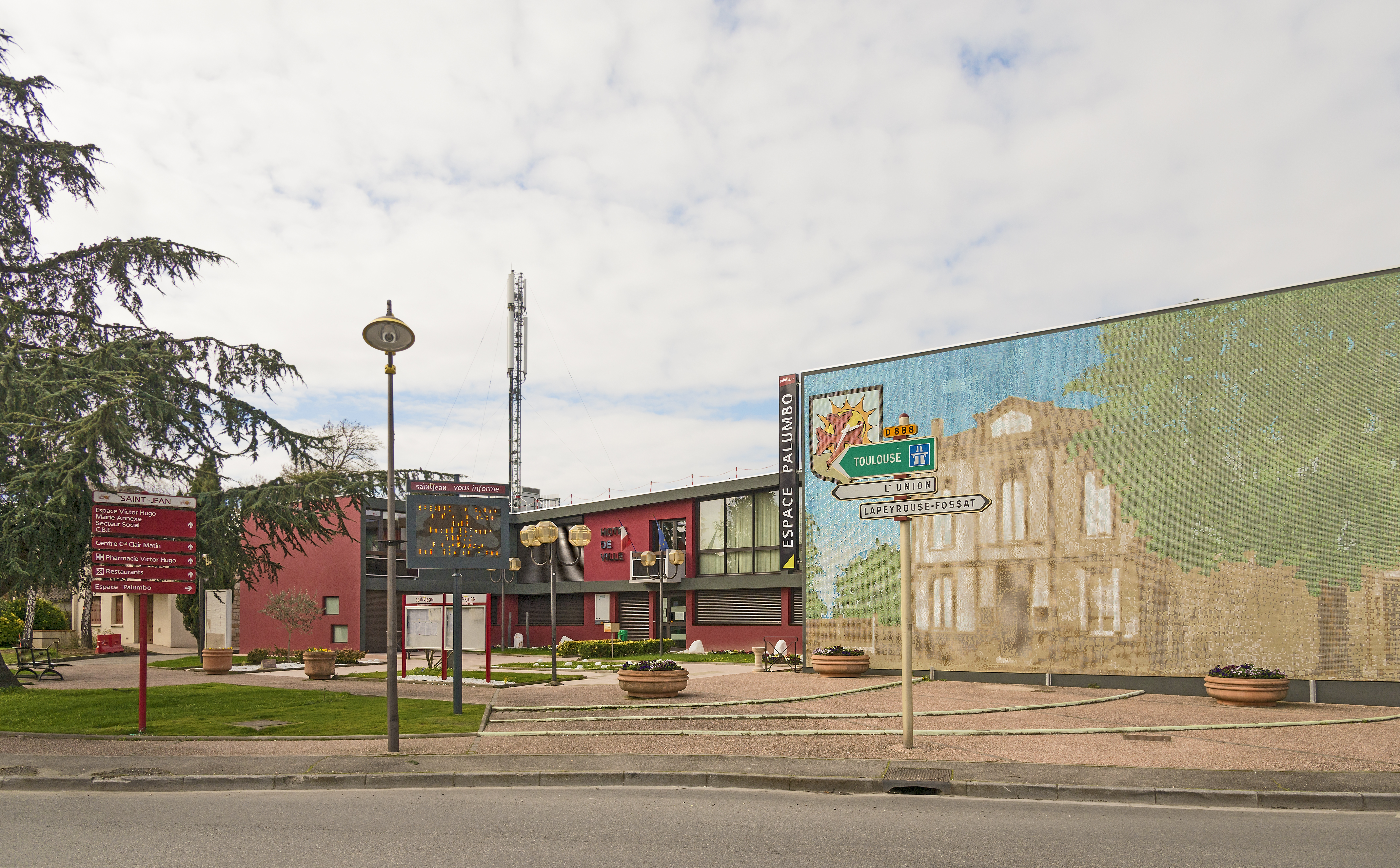
L'ajuntament.
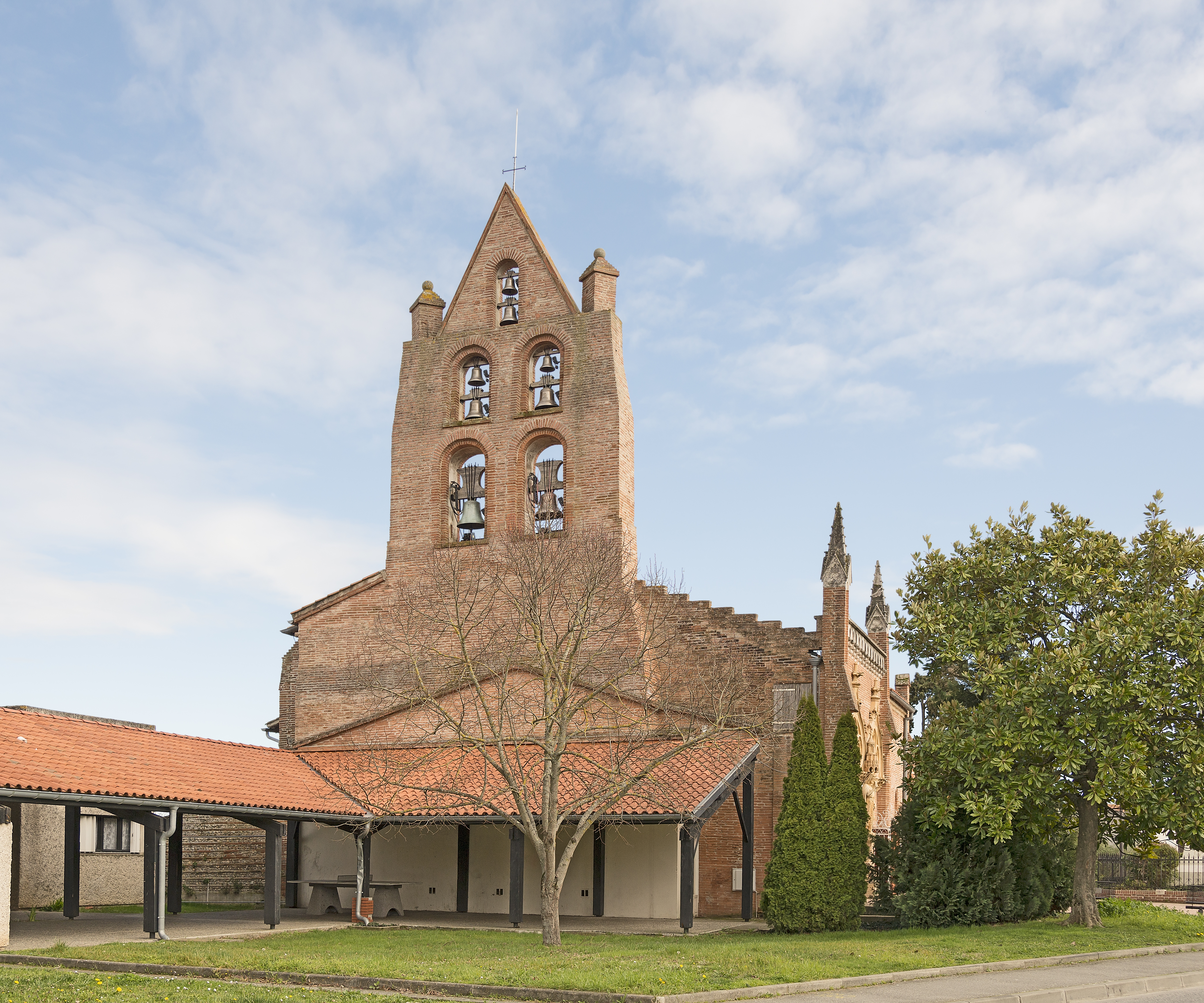
Església.
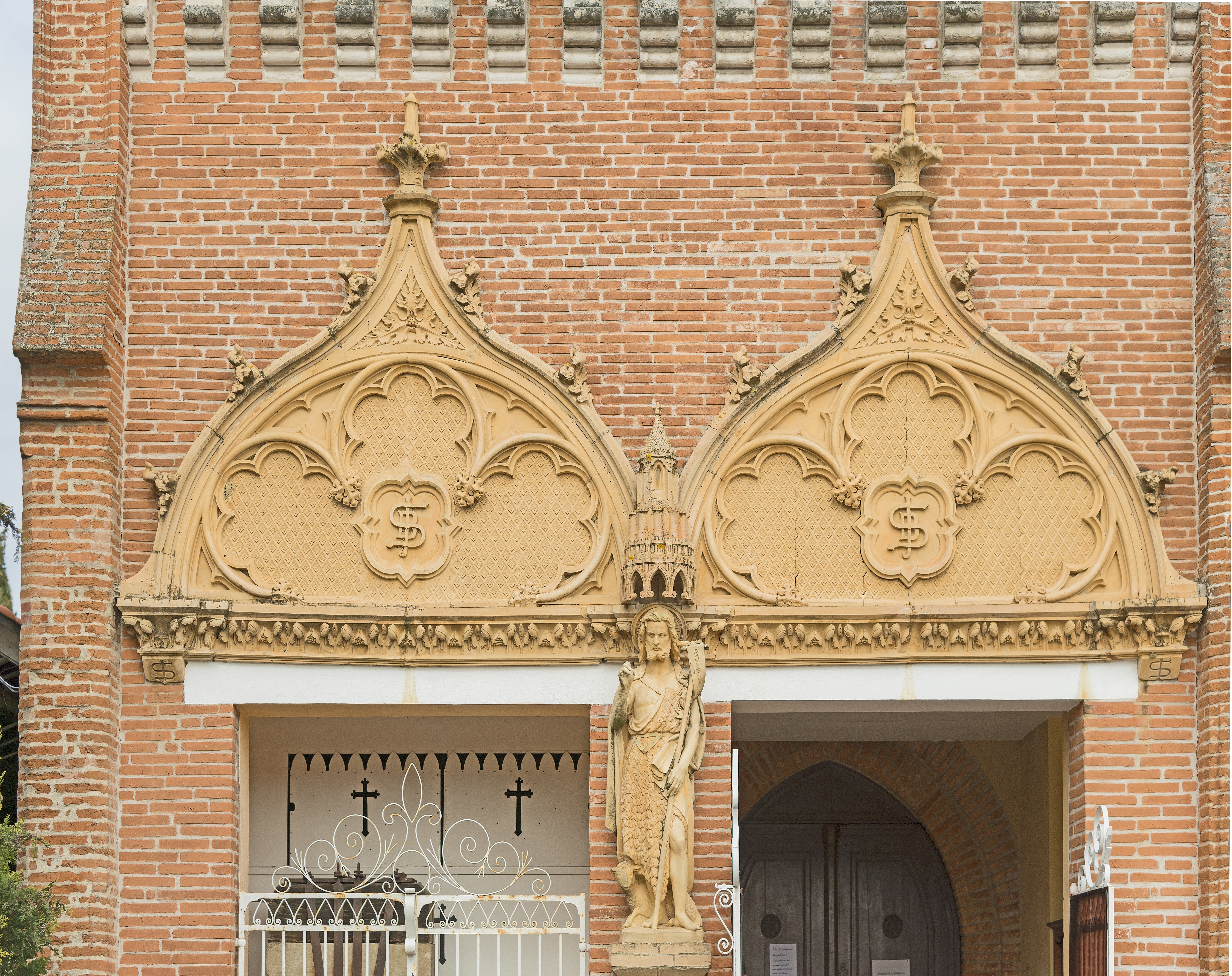